# Virginia Statute for Religious Freedom

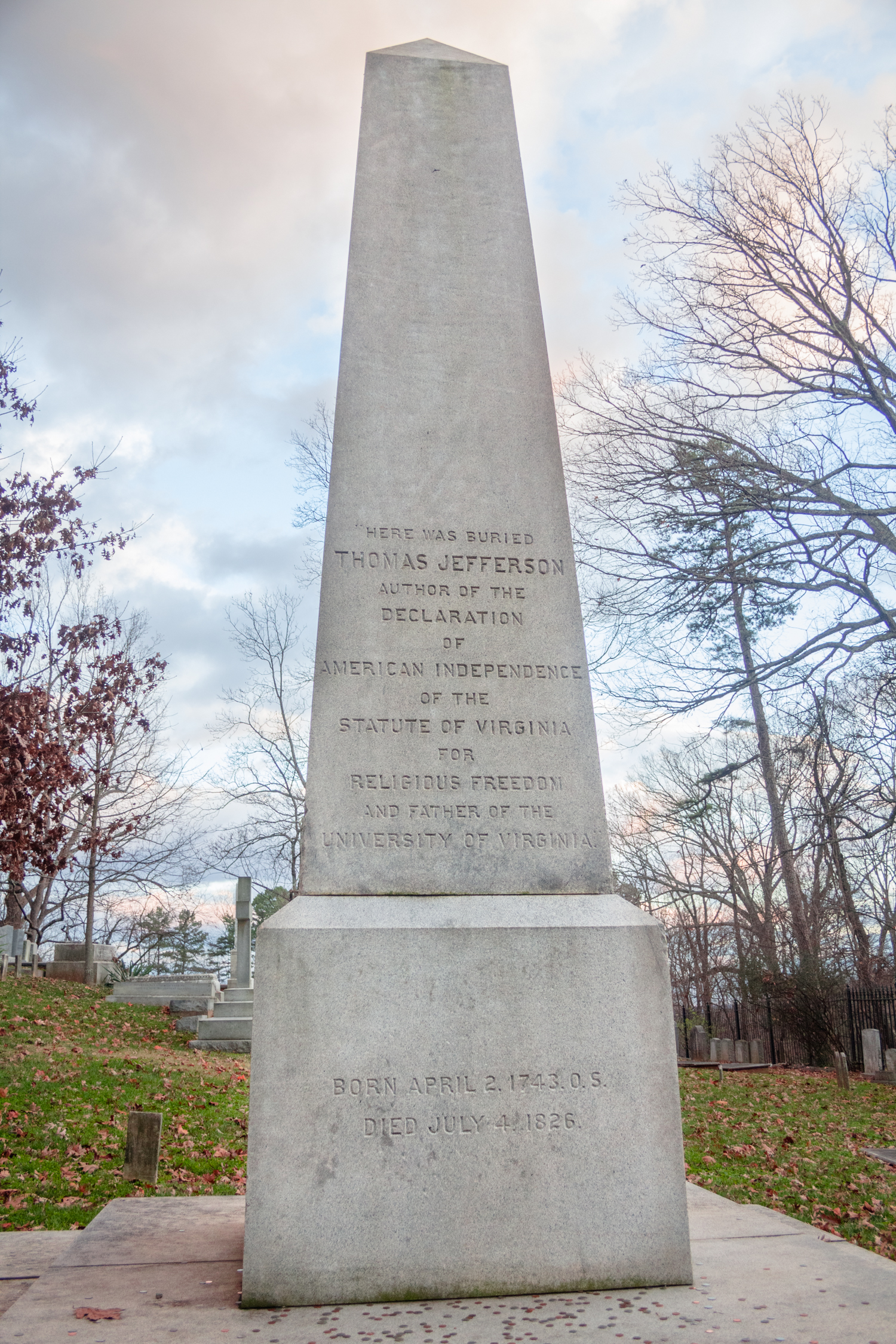
Het graf van Jefferson bij Charlottesville

Het Virginia Statute for Religious Freedom was een wet ter bescherming van de godsdienstvrijheid aangenomen door de Amerikaanse staat Virginia op 16 januari 1786.  

## Geschiedenis
De tekst werd opgesteld in 1777 door Thomas Jefferson in de stad Fredericksburg. Hij diende hem twee jaar later in bij de General Assembly van Virginia. Als gevolg van de goedkeuring was de Anglicaanse Kerk in Virginia niet langer de staatskerk en werd religie een grondrechtelijk beschermde vrijheid. Niemand mocht nog worden gedwongen tot een godsdienst en niemand mocht worden belemmerd in het samenkomen, belijden en verdedigen van een godsdienst. Dit gold voor christenen van verschillende denominaties maar ook voor andere gelovigen. Bovendien werd bepaald dat religie geen invloed mocht hebben op iemands civiele capaciteiten. Daarmee kwam een einde aan de praktijk openbare ambten voor te behouden aan beoefenaars van de juiste religie, zoals bepaald in de Test Acts. Het Virginia Statute for Religious Freedom was een belangrijke invloed op het eerste amendement op de Amerikaanse grondwet, dat in 1791 werd aangenomen. Het is een van de drie prestaties die Jefferson op zijn grafschrift wilde.